# Liste der Monuments historiques in Montoulieu-Saint-Bernard
Die Liste der Monuments historiques in Montoulieu-Saint-Bernard führt die Monuments historiques in der französischen Gemeinde Montoulieu-Saint-Bernard auf.

## Liste der Bauwerke
| Bezeichnung            | Beschreibung   | Standort     | Kennzeichnung | Schutzstatus | Datum | Bild           |
| ---------------------- | -------------- | ------------ | ------------- | ------------ | ----- | -------------- |
| Gallo-römische Thermen | 4. Jahrhundert | Pélet (Lage) | PA00094398    | Classé       | 1960  | weitere Bilder |